# Iulus flavotaeniatus
Iulus flavotaeniatus är en mångfotingart som beskrevs av Brandt 1841. Iulus flavotaeniatus ingår i släktet Iulus och familjen kejsardubbelfotingar. Inga underarter finns listade i Catalogue of Life.